# 15115 Yvonneroe
15115 Yvonneroe eller 2000 DA7 är en asteroid i huvudbältet som upptäcktes den 29 februari 2000 av den amerikanske astronomen James M. Roe vid Oaxaca-observatoriet. Den är uppkallad efter upptäckarens fru, Yvonne Roe.
Asteroiden har en diameter på ungefär 4 kilometer och den tillhör asteroidgruppen Massalia.